# Янніс Психаріс

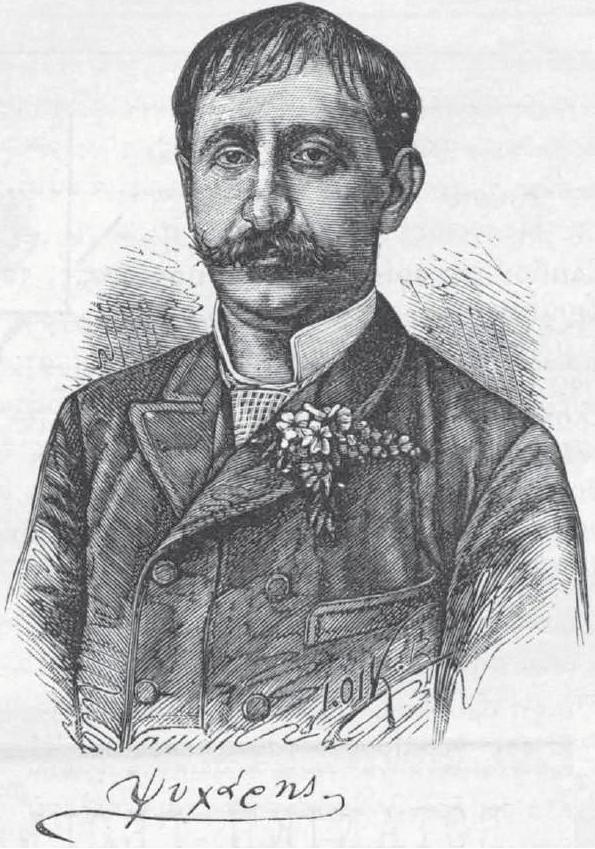
Янніс Психаріс

Янніс Психаріс (грец. Γιάννης Ψυχάρης; * 15 травня 1854, Одеса,— † 29 вересня 1929, Париж) — грецький письменник та мовознавець, чільна постать в боротьбі за обстоювання дімотікі як основної мови грецької художньої та ділової літератури.

## Біографічна канва
Народився в Одесі — визначному осередку грецької діаспори. До шести років спілкувався російською, потім французькою. В дитинстві мешкав у Константинополі. Вивчав право у Бонні. 1869 року переїхав до Франції, в університеті Сорбонни спеціалізувався в області латинської філології. Після закінчення університету став професором філології. Займався візантійською та новогрецькою філологією, вивчав новогрецькі діалекти. Мав широкі зв'язки з французькою інтелектуальною елітою: був приятелем Віктора Гюґо та Шарля Леконт де Ліля, зятем Ернеста Ренана.
Враження від своєї мандрівки до Константинополя та Греції виклав у творі «Моя подорож» (грец. «Το ταξίδι μου»), який став поворотним пунктом у запеклій боротьбі грецьких науковців, літераторів та можновладців навколо мовного питання.

## Боротьба за народну мову
Психаріс є ключовою фігурою у процесі ствердження дімотікі замість кафаревуси як літературної мови. В той період (вісімдесяті роки XIX століття) в красному письменстві представники Іонічної школи, які писали дімотикою, поступилися Афінській школі, більш архаїчній і віддаленій від народу як в мовному, так і в тематичному відношенні; офіційною ж мовою тоді теж була архаїчна й малозрозуміла кафаревуса. Психаріс стверджував, що давньогрецька мова (яку обстоювали прихильники кафаревуси) тільки тому й збереглася в сучасних йому умовах як більш-менш жива, що зазнала змін. Він пропонував наблизити давньогрецьку мову до розмовної шляхом природних змін на фонетичному та морфологічному рівнях. Важливо також і те, що Психаріс ясно усвідомлював: літературну мову треба створювати, а не просто взяти за основу той чи інший діалект; треба виробити таку літературну норму, яка була б зрозуміла носіям усіх грецьких діалектів, одночасно відкидаючи маргінальні й малопоширені мовні явища окремих діалектів. Щодо мовної ситуації, яка склалася в Греції, Психаріс запровадив термін «диглосія» — двомовність.
Дуже важливим в аспекті теорії був «двобій» дімотікіста Психаріса з першим грецьким ученим-мовознавцем Георгіосом Хадзидакісом, який обстоював кафаревусу. Систематичний виклад своїх думок з мовного питання Психаріс зробив у згаданій книзі «Моя подорож», яка на довший час стала маніфестом та дороговказом дімотікістів. Після виходу друком «Моєї подорожі» Психаріс перетворився на лідера руху за ствердження народної мови не лише в літературі, а й у громадському та політичному житті. Враження від мандрівки в цій книжці густо перемежовуються з ґрунтовними міркуваннями про грецьку мову та її діалекти; при цьому автор наводить безліч конкретних лексичних, морфологічних та фразеологічних прикладів, створюючи винятковий у своїй синтетичності текст, у якому нерозривно пов'язані науковість, ліричність, філософічність. У власне авторському тексті він з лінгвістичною точністю скрізь використовує лише народну мову, подаючи приклад іншим літераторам.
Своєю діяльністю Психаріс загострив мовне питання, закликав до розширення прав дімотікі, здобув широку підтримку серед грецьких інтелектуалів.

## Літературна творчість
Крім «Моєї подорожі», яка не тільки стала потужним каталізатором руху за впровадження народної мови до новогрецького красного письменства, але й відзначалася неабиякими власне художніми достоїнствами, Психаріс написав ще багато прозаїчних творів. 1891 року вийшла його книга «Троянди та яблука» («Ρόδα και μήλα»), далі — романи «Мрії Яннаріса» («Το όνειρο του Γιαννίρη», 1897), «Життя та кохання в усамітненні. Історія нового Робінзона» («Ζωή κι αγάπη στη μοναξιά. Τα ιστορικα ενος καινουργιου Ρωμπινσωνα», 1904), «Недужа служниця» («Η άρρωστη δούλα», 1907), «Два брати» («Τα δυο αδέρφια», 1911), «Агні» («Αγνή», 1913), «Дві троянди» («Τα δυο τριαντάφυλλα», 1914). Його драматургічний доробок зібрано у томі «Грецький театр» («Για το Ρωμαικο θεατρο», 1901).
Янніс Психаріс писав також вірші в прозі.
Уривки з книги «Моя подорож» переклала українською Світлана Перепльотчикова (опубліковані в антології «Новогрецька література» 2008 року).
|                               | Моє життя належить Франції. Тим, ким я є, завдячую Франції. Я люблю її, як матір чи як батьківщину. Я став її сином у час нещастя й смутку, то як мені її не обожнювати? Але народився я греком і забути того не можу, я маю зобов’язання й перед Грецією. Я хотів показати їй це. Та оскільки не можу прислужитися їй у війні, то принаймні воюватиму за нашу національну мову. Нація, щоб стати нацією, потребує двох речей: розширити свої кордони і створити власну писемність. Якщо вона покаже, що знає, чого варта її народна мова, і якщо не буде соромитися цієї мови, тоді ми побачимо, що вона справді є нацією. Вона має розширити не лише географічні кордони, а й кордони мислення. Саме за ці кордони я веду боротьбу. |
| — Янніс Психаріс, Моя подорож | |